# Keener (Carolina del Nord)
Keener è un census-designated place (CDP) degli Stati Uniti d'America, situato nello stato della Carolina del Nord, nella contea di Sampson. Secondo il censimento del 2020 gli abitanti di Keener ammontavano a 540.